# Mojaveïta
La mojaveïta és un mineral de la classe dels sulfats. Rep el nom pel desert de Mojave, on es troba la localitat tipus.

## Característiques
La mojaveïta és un tel·lurat de fórmula química Cu₆[Te6+O₄(OH)₂](OH)₇Cl. Va ser aprovada com a espècie vàlida per l'Associació Mineralògica Internacional l'any 2013. Cristal·litza en el sistema trigonal. La seva duresa a l'escala de Mohs és 1. Es troba estructuralment relacionada amb la bluebel·lita.
Les mostres que van servir per a determinar l'espècie, el que es coneix com a material tipus, es troben conservades a les col·leccions mineralògiques del Museu d'Història Natural del Comtat de Los Angeles, a Los Angeles (Califòrnia) amb els números de catàleg: 64091, 64092 i 64093.

## Formació i jaciments
Va ser descrita a partir de mostres recollides en tres indrets del districte miner de Silver Lake, al comtat de San Bernardino (Califòrnia, Estats Units): el pou Bird Nest i la mina Aga, a la localitat de Baker, i a la mina Blue Bell, a Zzyzx. També ha estat descrita a d'altres mines properes, així com a la mina Pittsburg-Liberty, al comtat de Mono, també a Califòrnia, i a la mina North Star, a la localitat de Mammoth (Utah, Estats Units).